# Benito Jerónimo Feijoo

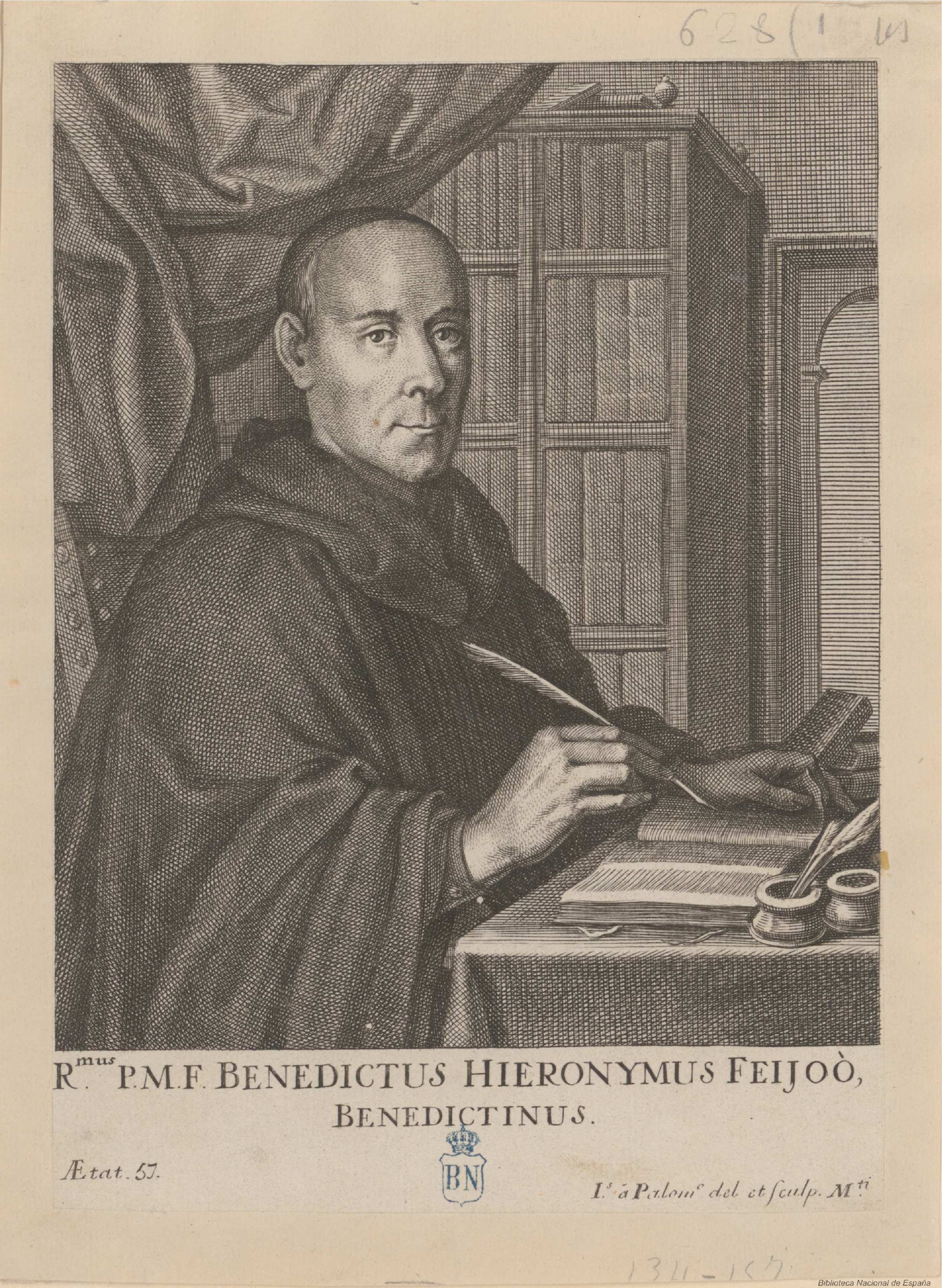
Benito Jerónimo Feijoo, Stich von Juan Bernabé Palomino (1692–1777), 1781 (pub. Madrid : Blas Román)

Benito Jerónimo Feijoo y Montenegro [beˈnito xeˈɾonimo feiˈxoo i monteˈneɰɾo] (* 8. Oktober 1676 in Casdemiro in der heutigen Provinz Ourense; † 26. September 1764 in Oviedo; auch: Hieronymite Benito Feijoo) war ein spanischer Ordensgeistlicher und Gelehrter, der als Vorläufer der Aufklärung das wissenschaftliche Denken in Spanien förderte.

## Leben und Wirken
Feijoo war der Älteste von zehn Geschwistern und hätte als solcher das Erstgeburtsrecht in Anspruch nehmen können. Er verzichtete jedoch darauf und trat im Alter von 13 Jahren dem Benediktinerkloster San Juan in Samos (Galicien) bei. Er besuchte das Colegio de San Esteban in Ribas de Sil, Real Colegio de San Esteban de Rivas de Sil und ab 1692 das Colegio de San Salvador in Lérez (Pontevedra), Monasterio de San Julián de Samos, um Kunst zu studieren. Drei Jahre später wurde er von seinen Ordensoberen zum Theologiestudium in das Colegio de San Vicente in Salamanca geschickt. Danach studierte er noch weitere drei Jahre am Colegio de San Pedro de Eslonza (León). Er wurde im Kloster San Juan in Samos zum Priester geweiht.
Von 1709 bis zu seinem Lebensende lebte Feijoo in Oviedo, wo er an der Universität bis zu seiner Emeritierung im Jahre 1739 Theologie und Philosophie lehrte. Er war zweimal Abt des Klosters San Vicente. Nach seinem Tod wurde Benito Jerónimo Feijoo unter den Altarstufen der Klosterkirche begraben.

## Werke
1725 begann Feijoo mit seiner literarischen Produktion. In diesem Jahr erschien seine Carta Apologética de la Medicina Escéptica, del doctor Martínez. Seine Hauptwerke sind Teatro crítico universal (8 Bände, 1726–1739) und Cartas eruditas y curiosas (5 Bände, 1742–1760).
Feijoo behandelt in seinen Werken einen breiten Themenbereich, der Erziehung, Recht, Medizin und Kunst umfasst, weshalb sie enzyklopädischen Charakter haben. Weitere Themen sind Aberglaube und Volksglaube, die er zu widerlegen versucht. Er ist daher auch als „Aufklärer Spaniens“ bekannt.
Cartas eruditas y curiosas ist eine Sammlung gelehrter Briefe, die zwischen 1742 und 1760 veröffentlicht wurden. Bereits zu seinen Lebzeiten wurden Übersetzungen ins Französische, Portugiesische, Englische und Italienische veröffentlicht.
Auch als Schriftsteller galicischer Sprache ist Feijoo von Bedeutung.

### Ausgaben
- Teatro Crítico Universal (Madrid, 1726–1739, Ergänzungsband 1740)
- Cartas Eruditas y Curiosas (Madrid, 1742–1760, Ergänzungsbände 1781 und 1783)
- Moderne Ausgabe: Teatro crítico universal. Hrsg. von Ángel-Raimundo Fernández González, 4. Auflage, Madrid: Cátedra, 1989, ISBN 84-376-0252-1
- Apología del escepticismo médico. 1725
- Defensa de las mujeres. 1726
- Satisfacción al Escrupuloso. 1727
- Respuesta al discurso fisiológico-médico. 1727
- Ilustración apologética. 1729
- Suplemento de el Teatro Crítico. 1740
- Justa repulsa de inicuas acusaciones. 1749
- Adiciones. 1783
- Epistolario.